# Ferdinand Heim

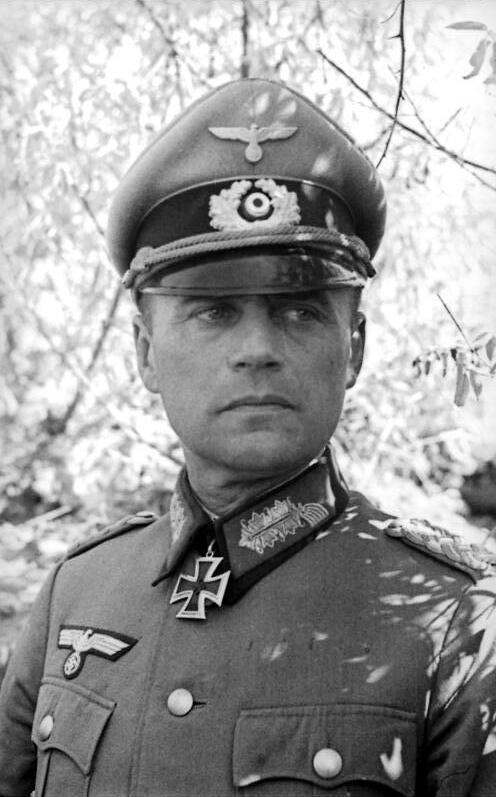
Ferdinand Heim (1942)

Ferdinand Heim (* 27. Februar 1895 in Reutlingen; † 14. November 1971 in Ulm) war ein deutscher Generalleutnant der Wehrmacht im Zweiten Weltkrieg.

## Leben
Heim war der Enkel des Ulmer Oberbürgermeisters Karl von Heim (1820–1895). Er trat am 24. Juni 1914 als Fahnenjunker in das Feldartillerie-Regiment „König Karl“ (1. Württembergisches) Nr. 13 der Württembergischen Armee ein. Nach Ausbruch des Ersten Weltkriegs kam er mit der 2. Batterie ins Feld und wurde dort am 10. November 1914 zum Fähnrich ernannt. Während seiner Kommandierung zum Ausbildungskursus für Offiziere in Beverloo folgte am 25. Februar 1915 mit Patent vom 23. Juni 1913 seine Beförderung zum Leutnant. Im weiteren Kriegsverlauf war Heim bei der 4. Batterie seines Regiments, kam Ende Mai 1916 kurzzeitig als Abteilungsadjutant bei der Inspektion der Ersatz-Abteilungen der Feldartillerie nach Ludwigsburg und wurde dann wieder ab 3. Juni 1916 mit der Versetzung in das Reserve-Feldartillerie-Regiment Nr. 27 an die Front geschickt. Hier diente er als Abteilungs- und Regimentsadjutant und wurde am 18. Januar 1918 zum Oberleutnant befördert. Für sein Wirken während des Krieges hatte man ihn mit der Goldenen Württembergischen Militärverdienstmedaille, beiden Klassen des Eisernen Kreuzes und der Hessische Tapferkeitsmedaille ausgezeichnet.
Nach Kriegsende und Rückführung in die Heimat wurde Heim in die Vorläufige Reichswehr übernommen und dem Reichswehr-Artillerie-Regiment 13 zugewiesen. Mit der Bildung der Reichswehr war Heim ab 1. Januar 1921 Adjutant der III. Abteilung des 5. Artillerie-Regiments in Ludwigsburg. Am 1. Februar 1928 wurde er zum Hauptmann befördert. Nach seiner Führergehilfenausbildung wurde er am 1. August 1934 zum Major befördert. Es folgte eine Verwendung im Reichswehrministerium. Heim war ab Mai 1935 Lehrer an der Kriegsakademie. Am 1. März 1937 erfolgte die Beförderung zum Oberstleutnant. Er wurde am 10. März 1937 in den Generalstab des Heeres versetzt. Von dort kam er am 10. November 1938 als Erster Generalstabsoffizier in den Stab des XVI. Armeekorps. Mit der Beförderung zum Oberst am 1. August 1939 folgte seine Ernennung zum Chef des Stabes.
Am 3. September 1940 wurde Heim Chef des Stabes unter General Walter von Reichenau, während dessen 6. Armee auf ihren Einsatz im Rahmen des Unternehmens Seelöwe wartete. Im Anschluss war Heim in die Planung des Unternehmens Barbarossa eingebunden. Nachdem er am 26. Januar 1942 das Deutsche Kreuz in Gold erhalten hatte, wurde er am 1. Februar 1942 zum Generalmajor befördert. Ab dem 1. Juli 1942 führte Heim die 14. Panzer-Division, die sich im Verlaufe der Schlacht um Charkow sowie der Schlacht um Rostow auszeichnete. Für die Führungsleitung erhielt Heim am 30. August 1942 das Ritterkreuz des Eisernen Kreuzes.
Am 1. November 1942 wurde er zum Generalleutnant befördert und am gleichen Tag das Kommando über das XXXXVIII. Panzerkorps übergeben. Das Panzerkorps war während der Schlacht von Stalingrad der 6. Armee zugeordnet und bestand aus zwei schwachen Panzerdivisionen, primär ausgerüstet mit Panzerkampfwagen 38 (t), sowie einer rumänischen Panzerdivision. Das Panzerkorps lag in Ställen und Scheunen in Bereitstellung. Im Stroh massenhaft vorhandene Mäuse hatten sich durch die Verkleidungen und elektrischen Kabel der Panzer gefressen, wodurch im November 1942 lediglich circa 30 Panzer einsatzbereit waren. Das Panzerkorps konnte den Angriff der Roten Armee bei der Operation Uranus vom 19. bis 23. November 1942 nicht aufhalten und abriegeln. Als Folge der Operation Uranus wurde die 6. Armee in Stalingrad eingekesselt. Als Kommandeur des Panzerkorps diente Heim im Nachhinein als Sündenbock und wurde aus der Wehrmacht ausgestoßen. Er war zeitweise in Einzelhaft in der Moabit. Im Juli 1943 wurde seine Ausstoßung aus dem Heer in eine Verabschiedung umgewandelt und er als Generalleutnant a. D. geführt.
In einem Nachkriegsinterview behauptete Heim, dass die einzige Dokumentation für seine Verhaftung Hitlers Befehl sei. Es gäbe keine Anklage, kein Urteil oder Erklärung. Er erfuhr inoffiziell, dass Hitler nicht bereit gewesen war, die Rumänen für die schlechte Qualität ihrer Truppen verantwortlich zu machen, so dass ein deutscher Sündenbock gebraucht wurde. Die deutschen Armee- und Armeegruppenführer waren zu wertvoll, so dass die ".... einzige Person, die noch übrig war, der Korpskommandant war, und das war ich."
Am 1. August 1944 wurde Heim reaktiviert und vier Tage später zum Kommandanten über das zur Festung erklärte Boulogne ernannt. Tatsächlich war der Ort nicht als Festung zu verteidigen, da weder die notwendigen Anlagen noch geeignete Kräfte in hinreichender Zahl zur Verfügung standen. Nach schweren Bombardements und Gefechten kapitulierte Heim am 23. September 1944 gegenüber der 3rd Canadian Infantry Division.

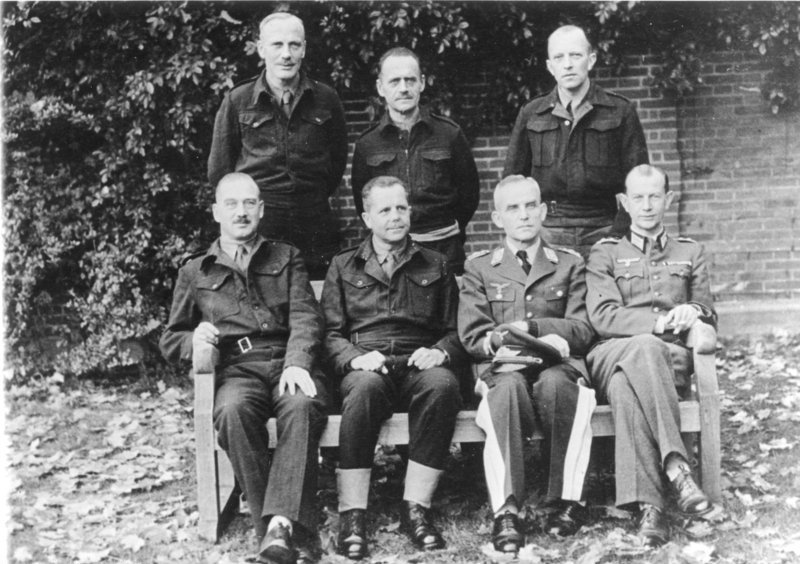
Heim (hintere Reihe Mitte) mit anderen Generalen und einem Oberst im Gefangenenlager Trent Park

Heim durchlief nach Kriegsende eine Reihe von Kriegsgefangenenlagern, einschließlich des Offizierslagers Camp 18 in Featherstone Park bei Haltwhistle, wo er als Lagerführer amtierte, sowie der sogenannten Island Farm in Großbritannien und wurde am 12. Mai 1948 nach Deutschland entlassen. 
Heims erste Frau Hedwig von Wunderlich und einer seiner beiden Söhne starben 1944 durch einen Luftangriff. Heim heiratete 1948 Johanna Meta Ilse Schultze, mit der er einen weiteren Sohn hatte. Heim starb am 14. November 1971 in Ulm.